# Jules Baillaud
Jules Baillaud (n. 14 ianuarie 1876 la Paris - 28 noiembrie 1960)  a fost un astronom francez. Inițial astronom asistent la Lyon (1900–1904) și la observatorul din Paris: astronom asistent până în 1925, a continuat ca astronom din 1925 până în 1947. Din 1937 până în 1947 a fost și directorul observatorului Pic du Midi și a condus Carte du Ciel din 1922 până în 1947. În semn de recunoaștere pentru realizările sale, i s-a acordat Premiul Jules-Janssen în 1938.
Baillaud a fost președintele Société astronomique de France (SAF), societatea astronomică franceză, între 1935-1937. În 1938, a primit Premiul Jules Janssen, cel mai înalt premiu al Societății.
Asteroidul (1280) Baillauda este numit în memoria sa, în timp ce craterul Baillaud de pe Lună și asteroidul Baillaud (11764) Benbaillaud se referă la tatăl său Benjamin Baillaud.

## External links
- J. Baillaud @ Astrophysics Data System